# Demografia del Sudan del Sud

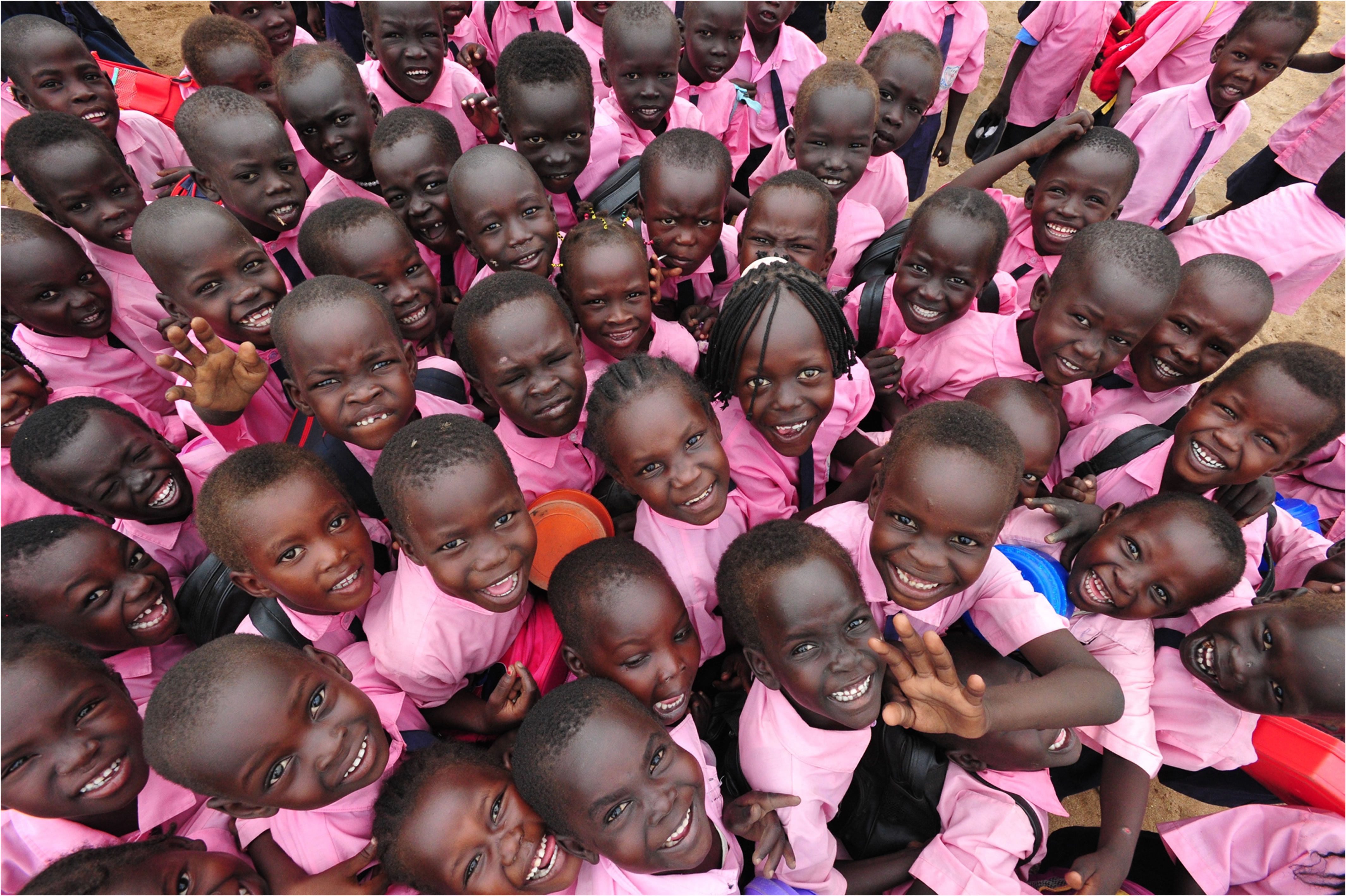
Escolars rurals que participen en la USAID- Projecte finançat per la instrucció de ràdio interactiva del Sudan del Sud, juliol de 2010.

El Sudan del Sud és la llar de prop de 60 grups ètnics indígenes d'una població d'entre 8,3 i 9,3 milions en el 2008. La seva economia es troba predominantment al nivell de l'agricultura de subsistència. Pel que fa a la religió, hi predominen el cristianisme i les creences tradicionals animistes. Hi ha persones que practiquen sincretisme del cristianisme i religions indígenes. La diversitat lingüística és més gran a la part sud de l'estat. Al nord, prop del 90% de la població pertany als dinka (població de prop d'1,5 milions) o als nuer (prop de 800.000), dos pobles que estan estretament relacionats tant lingüísticament com en altres termes. Aquests dos grups són també els més grans de tot el Sudan del Sud. Tant els dinka com els nuer estan fragmentats en cadenes de comunitats socialment i políticament separades.

## Població

### Cens del 2008
El "cinquè cens de població i habitatge del Sudan", en el seu conjunt, es va portar a terme l'abril del 2008. Tot i això, els resultats del cens foren rebutjats pels funcionaris del Sudan del Sud, ja que van dir que "l'oficina central d'estadística de Khartum s'havia negat a compartir les dades del cens nacional del Sudan amb el centre del Sudan del Sud, per censar-les, fer-ne l'estadística i avaluar-les. El cens mostrava que la població del Sudan del Sud era de 8.260.000 persones, tot i que el president Kiir sospitava que les dades s'havien minorat en algunes regions i augmentat en altres, i això feia que el resultat fos del tot inacceptable. També afirmà que la població del Sudan del Sud era la tercera part de la població del Sudan, mentre que el cens mostrava que només en constituïa el 22%. Molts sudanesos del sud també van dir que no havien estat comptats, a causa del mal temps, el mal estat dels camins i la mala comunicació; i algunes zones eren inabastables, mentre que molts sudanesos del sud restaven en l'exili en altres països veïns, la qual cosa portava a resultats inacceptables, segons les autoritats del Sudan del Sud. L'assessor tècnic principal per al cens del sud va dir que la població censada hauria arribat probablement al 89%. Si aquesta estimació és correcta, la població del Sudan del Sud seria aproximadament de 9.280.000 persones.
El recompte de la població fou un factor determinant de riquesa i poder per a cada part del Sudan durant la preparació de la cessió del Sud. Entre les acusacions fetes en contra del cens es deia que el govern havia manipulat deliberadament el cens a les regions riques en petroli, com ara el districte d'Abyei, a la frontera entre el nord i el sud del Sudan. Una altra complicació és la gran quantitat de refugiats del sud del Sudan al nord. El govern central els va impedir que tornaren al sud.

### Cens del 2009
El 2009, el Sudan començà un nou cens per al Sudan del Sud abans del referèndum sobre la independència del Sudan del Sud del 2011, del qual es diu que encara incloïa la diàspora del Sudan del Sud. Tot i així aquesta iniciativa es va criticar, ja que deixava de banda els països amb una alta participació en la diàspora del Sudan del Sud, i comptava països on la quota de la diàspora era baixa.

## Educació
Al Sudan del Sud, el sistema educatiu segueix el model de la República del Sudan. L'educació primària consta de vuit anys, seguida de tres anys d'educació secundària, i després quatre anys d'ensenyament universitari, el sistema dels 8+3+4, en vigor des de l'any 1990. L'idioma principal en tots els nivells és l'anglès, a diferència de la República del Sudan, on la llengua d'ensenyament és l'àrab. Hi ha una greu escassetat de professors d'anglès i de professors que parlin anglès en l'àmbit científic i tècnic.
Les taxes d'analfabetisme són altes a l'estat. L'any 2011, s'estimava que més del 80% de la població del Sudan del Sud no sap ni llegir ni escriure. Els reptes són particularment alts quan es tracta de les nenes. El Sudan del Sud té en proporció menys nenes que vagin a escola que qualsevol altre país del món. Segons l'UNICEF, menys de l'u per cent de les nenes acaben l'educació primària. Només un alumne de cada quatre és una nena, i l'analfabetisme femení és el més alt del món.

## Grups ètnics
El Sudan del Sud és la llar de prop de 60 grups ètnics autòctons indígenes. Al voltant del 40% dels sudanesos del Sud, entre ells els dinka, parlen una de les llengües niloticosaharianes, una família de llengües molt diverses. Les llengües niloticosaharianes que es parlen al Sudan del Sud inclouen tant els nilòtics com els no-nilòtics. Un altre 5% parla llengües de la família oubanguien, a la zona sud-oest de l'estat. La llengua oubanguien més parlada al sud del Sudan és el zande.
Per tal de mantenir l'harmonia ètnica en una part del món on els conflictes tribals són relativament comuns, un grup ha proposat la creació d'una "casa de les nacionalitats", per tal de representar els 62 grups reconeguts a Juba. El president Salva Kiir Mayardit declarà en la cerimònia d'independència del Sudan del Sud el 9 de juliol de 2011 que el país "hauria de tenir un nou començament de tolerància en què la diversitat ètnica i cultural serà una font d'orgull".

## Llengües
Hi ha més de 60 llengües indígenes al Sudan del Sud. Les llengües indígenes amb més parlants són el dinka, el nuer, el bari i el zande. A la capital, s'utilitza un pidgin àrab que es coneix com a àrab jubà. L'anglès és l'idioma oficial de l'estat.

## Religió
Les religions seguides pels sudanesos del Sud inclouen les religions indígenes tradicionals animistes, el cristianisme i l'islam. Les fonts difereixen quant a les proporcions. Alguns acadèmics i el Departament d'Estat dels Estats Units afirma que la majoria dels sudanesos del Sud manté les creences tradicionals indígenes (de vegades conegudes com a animisme) mentre que els que segueixen el cristianisme constitueixen una minoria (tot i que molt influent). Així mateix, d'acord amb la Divisió d'Investigació Federal de la Biblioteca del Congrés dels Estats Units, "a principis del 1990, possiblement no més del 10% de la població del sud del Sudan era cristiana". A principis del 1990, els registres oficials del Sudan afirmaven que a partir de la població que s'incloïa llavors al sud del Sudan, el 17% de la població seguia religions tradicionals i el 8% eren cristians. Tot i això, alguns informes de premsa afirmen que hi ha una majoria cristiana, i l'Església episcopal dels Estats Units afirma l'existència d'un gran nombre de fidels anglicans adherits a l'Església episcopal del Sudan: 2 milions de membres el 2005. Així mateix, d'acord amb l'Enciclopèdia Mundial Cristiana, l'Església catòlica és el cos cristià més gran del Sudan des del 1995, amb 2,7 milions de catòlics concentrats principalment al Sudan del Sud. El Centre d'Investigació Pew suggereix que prop del 60% de la població del Sudan del Sud és cristiana, i que el 33% restant segueix religions populars. Parlant a la Catedral de Santa Teresa, a Juba, el president del Sudan del Sud, un catòlic romà que té un fill musulmà, afirmà que el Sudan del Sud seria una nació que respectés la llibertat de culte. Entre els cristians, la majoria són catòlics i anglicans, tot i que també estan actives altres denominacions, i les creences animistes sovint es barregen amb les cristianes.